# 해밀동
해밀동(Haemil-dong)은 세종특별자치시에 설치된 행정동이자 법정동이다. 해밀동은 산울동 · 해밀동 · 누리동 · 한별동 등 총 4개의 법정동을 관할하며 행정중심복합도시 6-4 생활권에 해당한다. 마을명은 해밀마을이다. 2021년 9월 28일에 도담동에서 분동하였다.

## 연혁
- 2012년 7월 1일: 세종특별자치시 출범 및 연기면 해밀리 신설
- 2020년 7월 15일: 법정동으로 전환[1] (행정동: 도담동)[2]
- 2021년 9월 28일: 산울동, 해밀동을 행정동 해밀동으로 분동 (행정동: 해밀동)
- 2022년 7월 1일: 연기면 누리리, 한별리가 해밀동으로 편입

## 법정동
| 법정동  | 행정통 | 생활권     | 옛 행정 구역                                                                                      | 비고                          |
| ------- | ------ | ---------- | ------------------------------------------------------------------------------------------------- | ----------------------------- |
| 산울동  |        | 6-3 생활권 | 연기군 남면 연기리·고정리·갈운리 일부                                                             |                               |
| 해밀동  |        | 6-4 생활권 | 연기군 남면 연기리·갈운리 일부                                                                    |                               |
| 누리동  |        | 6-1생활권  | 진의리·송담리                                                                                     | 세종특별자치시청 별관 소재지. |
| 한별동  |        | 6-2생활권  | 월산리·양화리                                                                                     | 면 행정복지센터 소재지.       |
| 4법정동 |        |            | 구 연기군 남면 7개리(고정/방축/갈운/진의/나성/종촌/송담)와 구 공주시 장기면 2개리(제천/당암) 일대 |                               |

## 교육
- 해밀초등학교
- 해밀중학교
- 해밀고등학교

## 주거

### 아파트
- 현대건설 해밀1단지 세종마스터힐스 (해밀동) : 2020년 9월 입주.
- 현대건설 해밀2단지 세종마스터힐스 (해밀동) : 2020년 9월 입주.

## 같이 보기
- 세종특별자치시
- 도담동